# 佩德罗萨德里欧尔韦尔
佩德罗萨德里欧尔韦尔，是西班牙卡斯蒂利亚-莱昂布尔戈斯省的一个市镇。总面积49平方公里，总人口267人（2001年），人口密度5人/平方公里。